# Bacoor
Bacoor est une municipalité du nord-est de la province de Cavite, aux Philippines. Elle se trouve au sud de la baie de Manille, à la limite du Grand Manille. Au recensement du 1er mai 2010 elle comptait 520 216 habitants.